# Jezuitský seminář (Jindřichův Hradec)
Bývalý jezuitský seminář v Jindřichově Hradci je kulturní památka České republiky. Nachází se na Balbínově nám. č.p. 19. Jedná se o pozdně renesanční budovu, která je jednopatrová. Budova má čtyři křídla, a to z každé strany nádvoří jedno. Tři křídla mají nádvorní arkády.

## Historie
Budova jindřichohradeckého jezuitského semináře byla (z iniciativy Kateřiny z Montfordu, na náklady jejího manžela Adama II. z Hradce) postavena v letech 1606 až 1608. Kvůli stavbě bylo zbouráno dvacet domů, stará budova fary a špitál německých rytířů s kaplí svaté Maří Magdaleny. Za sedm let po postavení (v roce 1615) seminář vyhořel a v letech 1625 až 1636 byl postaven nově, a to v pozdně renesančním slohu. Raně barokní kaple sv. Víta, ve východním křídle budovy, byla postavena v roce 1642. V 1688 až 1690 byl studentem jezuitského gymnázia, které sídlilo v této budově, František II. Rákóczi. V roce 1773 byl zrušen jezuitský řád a v roce 1778 zde bylo zastaveno vyučování. Potom v budově byla kasárna. Od roku 1862 v budově bylo gymnázium. Od roku 1928 sídlí v této budově Muzeum Jindřichohradecka.